# Dirck Gerritszoon Pomp
Dirck Gerritszoon Pomp, conosciuto anche come Dirck China, (Enkhuizen, 1544 – 1608), è stato un navigatore olandese attivo tra il XVI e il XVII secolo, nonché il primo olandese di cui si abbia notizia ad aver visitato il Giappone e la Cina. Pomp è ricordato anche per essere stato il primo europeo ad aver avvistato le isole Shetland Meridionali, sebbene esistano dubbi sulla veridicità di tale avvistamento.

## Biografia
Nel 1555, ancora in giovane età, Pomp fu inviato a Lisbona per vivere assieme ad alcuni suoi parenti commercianti ed imparare così sia il portoghese che il mestiere di mercante. Nel 1568, a 22 anni, Pomp stabilì la sua attività di mercante nell'isola di Goa, al largo delle coste indiane. Da lì, a bordo di navi mercantili portoghesi, salpò alla volta di Cina e Giappone.
Sebbene la data del suo primo viaggio in Giappone non sia nota, si sa per certo che egli fu in Giappone per almeno due volte prima dell'anno 1600. Alla data del 31 luglio 1585 è infatti registrato il suo secondo arrivo in Giappone a bordo della nave portoghese Santa Cruz. Pomp descrisse il Giappone come: "l'isola dove c'è moltissimo argento e dove le navi portoghesi arrivano ogni anno con la seta, che viene venduta in cambio di argento".   
Pomp fece ritorno ad Enkhuizen nell'aprile del 1590, dove fece amicizia con il mercante Jan Huygen van Linschoten, il quale probabilmente si basò su alcuni dei molti racconti che Pomp fece sul Giappone per scrivere la sua opera Itinerario del 1596.

### La spedizione nelle Indie orientali del 1598

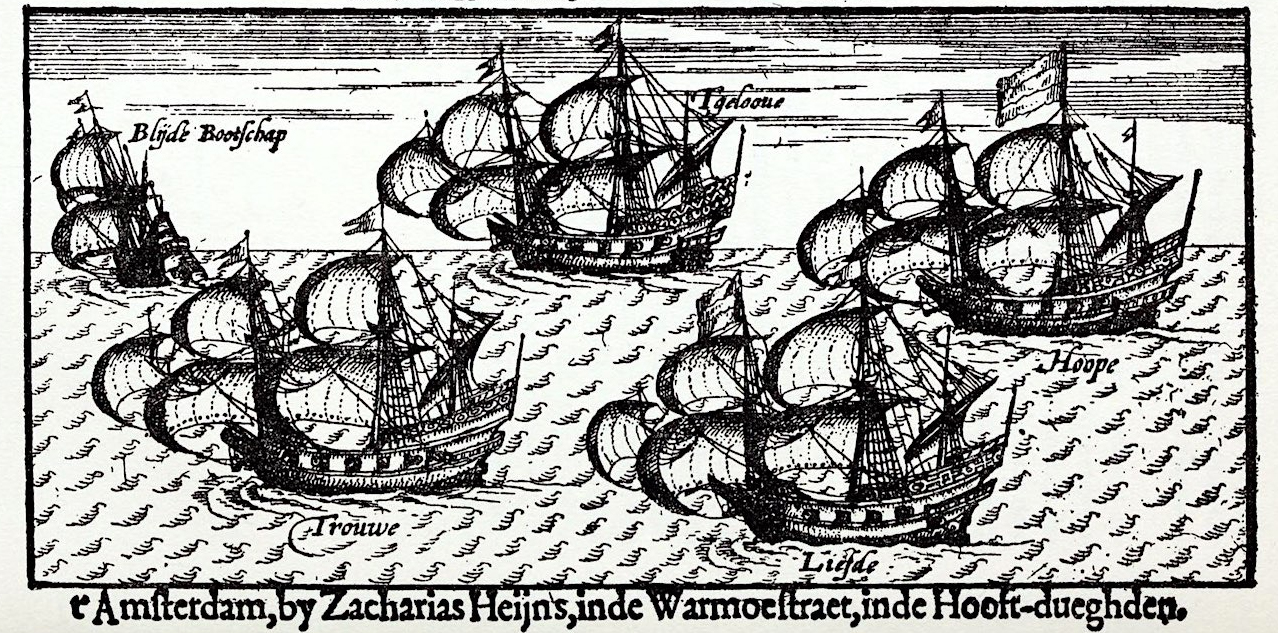
Un disegno del XVII secolo della flotta olandese di Pomp, da sinistra a destra: la "Blijde Boodschap", la "Trouwe", la "'t Geloove", la "Liefde" e la "Hoope".

Nell'estate del 1598 Pomp tornò a navigare. Egli prese parte alla spedizione di una flotta di cinque navi olandesi, la Blijde Bootschap, la Trouwe, la T Gelooue, la Liefde e la Hoope, tutte provenienti da Rotterdam e al comando dell'ammiraglio Jacques Mahu, che aveva come scopo principale quello di raccogliere ingenti quantitativi di spezie nelle Indie orientali, circumnavigando la punta meridionale del continente sudamericano ed attraversando l'oceano Pacifico. Come piano di riserva, se il bastimento non avesse dovuto raggiungere le Indie orientali, la spedizione avrebbe dovuto dirigersi verso la Cina o il Giappone per commerciare in argento. Tra i 494 membri dell'equipaggio che salparono dal porto di Rotterdam il 27 giugno 1598 vi furono anche William Adams e suo fratello Thomas. Quest'ultimo morirà in uno scontro con alcuni nativi sudamericani, ma William diventerà, nel 1600, il primo inglese di cui abbia notizia ad aver raggiunto il Giappone.  
La spedizione si rivelò però sfortunata quasi da subito. Dopo aver lasciato le acque europee, le navi sostarono dal 2 agosto al 29 settembre presso le isole di Capo Verde, davanti alle coste africane. Qui molti membri dell'equipaggio si ammalarono di misteriose febbri: alcuni di essi morirono e tra questi ultimi, il 23 settembre, vi fu l'ammiraglio Jacques Mahu. L'ammiraglio fu sostituito al comando della flotta da Simón de Cordes e, con la conseguente riorganizzazione dei comandi delle singole navi, a Pomp toccò la guida della Blijde Boodschap (che in olandese significa "Buon Vangelo").
A causa di un'epidemia di scorbuto, la flotta dovette poi fare un'ulteriore sosta, dal 16 dicembre 1598 al 2 gennaio 1599, per rifornirsi di provvigioni presso l'isola di Annobón, a sud dell'isola di São Tomé. La flotta riuscì finalmente a giungere allo Stretto di Magellano nell'aprile del 1599 ma dovette rinunciare ad attraversarlo a causa dei forti venti avversi che la costrinsero a riparare in alcune baie del luogo per restarvi almeno fino alla fine di agosto. Nonostante le navi avessero scorte sufficienti a sostenere l'equipaggio per questi quattro mesi, in questo periodo, sia per l'inclemenza del clima, sia per l'ostilità dei nativi patagonici, morirono circa 120 membri dell'equipaggio. 
Alla fine del 1599 il bastimento riuscì ad attraversare lo stretto ma i forti venti ne dispersero le navi. La Blijde Boodschap, in particolare, fu spinta molto più a sud della rotta prevista e, stando a quanto riportato da Jacob Le Maire, Pomp osservò in quest'occasione una terra ricca di montagne alla latitudine di 64°. Se così fosse, la terra in questione sarebbero le isole Shetland Meridionali e quello di Pomp sarebbe il primo avvistamento da parte di un europeo di isole al largo della costa antartica. Altri resoconti del viaggio, comunque, non fanno menzione di questa osservazione e ciò, assieme anche al fatto che esiste un altro racconto simile avente per protagonista lo spagnolo Gabriel de Castilla e datato 1603, ha portato a dubitare della veridicità dell'avvistamento di Pomp.
Nonostante la sopraccitata perdita della rotta, la Blijde Boodschap riuscì comunque ad attraversare lo Stretto di Magellano ma, a corto di scorte, a metà novembre dovette attraccare nel porto di Valparaíso (nell'odierno Cile) dove fu catturata dai coloni spagnoli che controllavano quel territorio.

### La morte
Pomp, assieme al suo equipaggio, rimase progioniero degli spagnoli per cinque anni, quando, nel 1604, fu liberato nell'ambito di uno scambio di prigionieri e gli fu dato il permesso di tornare nei Paesi Bassi. Nel 1606 egli si imbarcò su un East Indiaman appartenente alla Compagnia olandese delle Indie orientali per fare ritorno in patria ma non fu registrato tra i sopravvissuti al viaggio.